# Château de Dalkey
Le château de Dalkey (en irlandais : Caisleán Deilginis) est une construction médiévale située à Dalkey une ville du sud de l'agglomération dublinoise. Autrefois surnommé Goat Castle, il fait partie aujourd'hui du complexe de la mairie de Dalkey et accueille le Dalkey Heritage Centre.

## Histoire
Le bâtiment est commandé par des marchands locaux pour en faire un entrepôt fortifié destiné à protéger les marchandises transportées vers et depuis le centre de Dublin. Il est conçu dans le style normand typique, construit en maçonnerie de moellons et est achevé vers 1390.
Ces marchands construisent au total sept châteaux, dont le seul autre exemple subsistant est le château d'Archbold. Le projet prévoit une structure à trois étages donnant sur Castle Street. Il est percé de fenêtres à lancettes et comporte des mâchicoulis et des châtelets sur tous les côtés. À l'intérieur, les pièces principales sont une chambre avec un plafond voûté au rez-de-chaussée et deux autres grands espaces aux premier et deuxième étages.

Drapeau flottant sur les remparts du château. Les trois chèvres sont tirées des armoiries de la famille Chevers, qui occupe le château au XVIIe siècle.

Le château est acquis par la famille Chevers au XVIIe siècle et devient connu sous le nom de Goat Castle (Chevre en français). Walter Chevers y vécut jusqu'à sa mort en 1678, puis il appartient à la famille Allen jusqu'à ce qu'il passe à Sir William Mayne au milieu du XVIIIe siècle.
Après une croissance démographique importante, liée en grande partie à son développement en tant que banlieue résidentielle de Dublin, la commune de Dalkey nomme des commissaires municipaux en 1863. Les nouveaux commissaires municipaux acquièrent le château et utilisent l'espace du premier étage comme salle du conseil à partir de 1869. Vers 1890, les commissaires municipaux décident de construire une extension pour accueillir les réunions publiques : un nouveau bâtiment à un étage est construit, s'étendant sur six travées le long de la White's Villas. On y accède par le rez-de-chaussée du château et il est connu sous le nom de Dalkey Town Hall. En 1899, les commissaires de la ville sont remplacés par un conseil de district urbain, l'espace du premier étage du château devenant le lieu de réunion du nouveau conseil. Cependant, le château cesse d'être le siège du gouvernement local en 1930, lorsque Dalkey est intégré au borough de Dún Laoghaire.
L'hôtel de ville devient un lieu important pour les réunions publiques : le républicain irlandais et leader du Fianna Fáil, Éamon de Valera, y prononce un discours lors d'un rassemblement politique dans l'hôtel de ville dans les années 1930. C'était aussi un lieu de concerts et de représentations théâtrales : le dramaturge Hugh Leonard a été inspiré pour écrire des pièces après avoir assisté à une représentation de The Colleen Bawn de Dion Boucicault dans l'hôtel de ville dans les années 1940. 
Le château est restauré au milieu des années 1990 et intégré dans un nouveau centre du patrimoine de la ville, qui y est officiellement inauguré le 18 juin 1998.

## Source
- (en) John Martin, Dalkey : An Illustrated history, Dublin, Eastwood Books, 2025, 176 p. (ISBN 978-1-916742-68-0).